# مینا لاکانی
مینا لاکانی (زاده ۲۹ شهریور ۱۳۴۸ تهران) بازیگر ایرانی تئاتر و سینما است.

## حرفه
لاکانی نخستین بازی خود را در تئاتر با نقش‌آفرینی در نمایش هملت (قطب‌الدین صادقی) انجام داد. آغاز فعالیت او در سینما با حضور در فیلم «پرواز را به خاطر بسپار» (حمید رخشانی) صورت گرفت. او با بازی در فیلم سینمایی «دیدار» ساخته محمدرضا هنرمند برنده جایزه سیمرغ بلورین و دیپلم افتخار بهترین بازیگر نقش اول زن در سیزدهمین جشنواره فیلم فجر در سال ۱۳۷۳ شد.

## مهاجرت به آمریکا
مینا لاکانی در مهر ۱۳۹۰ در برنامهٔ زندهٔ شباهنگ تلویزیون فارسی صدای آمریکا بدون حجاب حاضر شد و در گفت‌وگویی با مجری این برنامه اعلام کرد که به دلیل شرایط آزاردهندهٔ کاری و در حمایت از جنبش اعتراضی مردم علیه جریان سیاسی حاکم در ایران وطنش را ترک و به آمریکا مهاجرت کرده است.

## کارنامه هنری

### تئاتر
- هملت

### سینمایی
- پرواز را به خاطر بسپار (۱۳۷۱)
- روز فرشته (۱۳۷۲)
- دیدار (۱۳۷۳)
- زن شرقی (۱۳۷۶)
- جان‌سخت (۱۳۷۶)

### تلویزیون
| سال       | نام                               | سمت    | کارگردان                 | توضیحات                                                   |
| --------- | --------------------------------- | ------ | ------------------------ | --------------------------------------------------------- |
| ۱۳۸۸–۱۳۸۹ | تاوان                             | بازیگر | شهرام شاه‌حسینی           | در نقش «مرجان امینی»                                      |
| ۱۳۸۷      | ترانه مادری                       | بازیگر | حسین سهیلی‌زاده           | در نقش «سمیرا»                                            |
| ۱۳۸۷      | تله‌فیلم «بگو که رؤیا نیست»        | بازیگر | مهدی گلستانه             | شبکه ۲                                                    |
| ۱۳۸۵      | آخرین گناه                        | بازیگر | حسین سهیلی‌زاده           | در نقش «رؤیا اکرمی»                                       |
| ۱۳۸۴      | روزهای اعتراض                     | بازیگر | حسین سهیلی‌زاده           | شبکه ۲                                                    |
| ۱۳۸۳–۱۳۸۴ | همسفران                           | بازیگر | علی ژکان محسن محسنی‌نسب   | شبکه ۳                                                    |
| ۱۳۸۱–۱۳۸۲ | سرزمین رؤیاها                     | بازیگر | مسعود رشیدی حمید قدکچیان |                                                           |
| ۱۳۸۰–۱۳۸۱ | تله‌فیلم «پری‌ماه»                  | بازیگر | مسعود آب‌پرور             | شبکه ۲                                                    |
| ۱۳۷۹      | تله‌تئاتر «در پوست شیر»            | بازیگر | شهره لرستانی             | شبکه ۲                                                    |
| ۱۳۷۷–۱۳۷۸ | زیر بازارچه                       | بازیگر | رضا ژیان                 | شبکه ۲                                                    |
| ۱۳۷۵      | تله‌تئاتر «کسب و کار آقای فابریزی» | بازیگر | محمدرضا خاکی             | نویسنده: «آلبرت هاوسون» کارگردان تلویزیونی: «مسعود فروتن» |

## جوایز و افتخارات
- برنده سیمرغ بلورین بهترین بازیگر نقش اول زن برای بازی در فیلم دیدار (۱۳۷۳)
- نامزد تندیس زرین بهترین بازیگر نقش اول زن از دومین جشن خانه سینما برای بازی در فیلم «دیدار» - ۱۳۷۷